# Les Châteaux de sable
Pour plus de détails, voir Fiche technique et Distribution.
Les Châteaux de sable est une comédie dramatique française réalisée par Olivier Jahan et sortie le 1er avril 2015.
Le film a fait l'objet d'un téléfilm dérivé consacré à l'un de ses personnages secondaires : Claire Andrieux, sorti en 2019.

## Synopsis
Éléonore, la trentaine, vient de perdre son père. Il lui a légué sa maison en Bretagne, dans les Côtes d’Armor. Elle est photographe, a connu un certain succès mais les affaires ne marchent plus comme avant. Il faut absolument qu’elle vende cette maison. 
Elle s’y rend avec Samuel, son ancien compagnon dont elle s’est séparée il y a quelque temps, parce qu’elle ne se sent pas d’aller seule dans cette maison où elle n’est pas retournée depuis la mort de son père. Mais elle joue avec le feu - car elle sait bien que leur relation ne s’est pas franchement apaisée, même si elle a eu depuis quelques aventures et que Samuel vit à présent avec Laure. Claire Andrieux, l’agent immobilier, s’est occupée d’organiser des visites durant les deux jours où Éléonore et Samuel vont rester dans la maison. 
C’est un drôle de week-end que ces trois-là s’apprêtent à passer. Un week-end surprenant, riche en surprises et en émotions, en tensions, souvenirs et engueulades, en moments mélancoliques et absurdes, dont Éléonore et Samuel sortiront forcément changés.

## Fiche technique
- Titre : Les Châteaux de sable
- Réalisation : Olivier Jahan
- Scénario : Olivier Jahan et Diastème
- Photographie : Fabien Benzaquen
- Montage : Jean-Baptiste Beaudoi
- Costumes : Charlotte Gillard et Caroline Tavernie
- Décors : Benoît Pfauwadel
- Producteur : Alexia de Beauvoir, Antoine Morand et Jérôme Vidal
  - Coproducteur / Producteur exécutif : Mat Troi Day
- Production : Kizmar Films et Noodles Production
- Coproduction : Studio Orlando, Vagabonds Films
- Distribution : La Belle Company
- Pays d’origine :  France
- Genre : comédie dramatique
- Durée : 92 minutes
- Dates de sortie :
  -  France : 1er avril 2015

## Distribution
- Emma de Caunes : Éléonore
- Yannick Renier : Samuel
- Jeanne Rosa : Claire Andrieux
- Christine Brücher : Maëlle Prigent
- Alain Chamfort : le père
- Gaëlle Bona : Laure
- Paul Bandey : Bill
- Nathan Rippy : Alistair
- Nolwenn Korbell : la femme du deuxième couple
- Jean-Jacques Vanier : l'homme du deuxième couple
- Gurvan Kervella   : le vendeur

## Projet et réalisation
Le film a été tourné durant l'automne 2013, dans le Trégor-Goëlo, département des Côtes-d'Armor (Lanmodez, Pors Guyon, Sillon de Talbert, Paimpol, Lézardieux et Tréguier).